# Olivia Grandville
Pour les articles homonymes, voir Grandville (homonymie).
Olivia Grandville, née le 1er décembre 1964 à Paris, est une danseuse et chorégraphe française de danse contemporaine.

## Biographie

### Jeunesse et formation
Fille d'Yves Brainville et de Léone Nogarède, Olivia Grandville a suivi une formation de danse classique à l'Opéra de Paris dans lequel elle intègre le corps de ballet en 1981.
Elle a l’opportunité de traverser des œuvres de Balanchine, mais ses dispositions naturelles l'orientent plus particulièrement vers l'interprétation du répertoire contemporain (notamment de la nouvelle danse française), qui entre progressivement dans l'institution dans les années 1980 avec la création de chorégraphies de Dominique Bagouet (Fantasia semplice), Maguy Marin (Les Leçons de ténèbres), Merce Cunningham (Un jour ou deux), Karole Armitage (Anges ternis), Alvin Ailey ou Bob Wilson.
En 1988, elle décide de se consacrer exclusivement à la danse contemporaine, et quitte ainsi l'Opéra de Paris.

### La danseuse
Elle entre en 1989 dans la Compagnie Dominique Bagouet, où elle est l'interprète principale des ultimes créations du chorégraphe telles que : Meublé sommairement, So Schnell, Jours étranges et Necesito.
C'est à cette époque qu'elle commence à s'investir dans la création de ses propres chorégraphies au sein de la compagnie La Spirale de Caroline.
Avec la disparition de Dominique Bagouet en 1992, elle est la cofondatrice des Carnets Bagouet, association qui préserve la transmission des créations de ce très important chorégraphe.
Parallèlement à son travail de chorégraphe, elle est aussi enseignante et interprète, notamment auprès de Vincent Dupont (Incantus 2007) et Boris Charmatz (Flipbook 2008, La levée des conflits 2010, 20 danseurs pour le 20èmesiècle 2012).

### La chorégraphe
De 1993 à 2003, elle s'oriente définitivement vers la création, au sein notamment de l'Espace des Arts de Chalon-sur-Saône, dont elle est l'artiste associée. Olivia Grandville reçoit en 1996 le prix Nouveau talent de la SACD.
À partir de 2011, Olivia Grandville est installée à Nantes, elle devient artiste associée du Lieu unique, scène nationale, de 2017 à 2022. Elle y développe des dispositifs à danser comme le Koréoké (karaoké chorégraphique) et le principe de théâtre d’opérations chorégraphiques (Le Dance-Park en 2019, en collaboration avec Yves Godin).
Dans ses créations Olivia Grandville mêle les disciplines et s’attaque à des sujets denses et complexes, comme le lettrisme et Isidore Isou dans Le Cabaret discrépant joué lors du Festival d'Avignon en 2011 et reprit au Théâtre de la Colline, l’écriture complexe des Ryoanji de John Cage qu’elle met en danse en 2012 ou l’hommage qu’elle rend à la culture amérindienne à travers À l’Ouest en 2018. Elle coréalise également avec le metteur en scène Xavier Marchand diverses pièces, notamment LeK de E et Beaucoup de colle autour du l’œuvre de l’artiste et auteur Kurt Schwitters. En 2004, elle crée Comment taire, utilisant la captation du geste par caméra vidéo grâce au logiciel Eyes Web en collaboration avec l'IRCAM. Elle crée également des pièces pour de grands groupes comme Foules en 2015, qui mobilisait une centaine d’amateurs. Plusieurs de ses spectacles ont une relation directe avec la littérature : L’Invité mystère (2014), mis en scène à partir d’un texte de Grégoire Bouillier, Toute ressemblance ou similitude (2015) basé sur un texte d’Aurore Jacob ou La guerre des pauvres (2021), adapté du roman d’Éric Vuillard. La parole fait aussi souvent irruption, comme dans Klein (2020), basée sur la conférence Le dépassement de la problématique de l’art, d’Yves Klein ou Débandade (2021), qui livre les récits de sept jeunes hommes pour exprimer leur rapport à la masculinité. En 2010, une commande du Festival d’Avignon, donne naissance à Une semaine d’art en Avignon dans le cadre des Sujets à Vif qu'elle interprète avec sa mère, la comédienne Léone Nogarède.
Elle collabore avec Pascal Quéneau pour beaucoup de ses créations, en tant qu'interprète mais aussi collaborateur artistique ou assistant.
Elle mène des projets de grande ampleur, notamment Jour de colère (2019), pour vingt-et-un interprètes du Ballet de Lorraine et débute une recherche autour des utopies, à l’occasion du cinquantième anniversaire de Woodstock, avec un groupe d’étudiants qui deviendra ensuite la création Nous vaincrons les maléfices (2020).
Olivia Grandville collabore régulièrement avec le Musée de la danse, pour la mise en œuvre de Roman Photo, version pour amateurs de Flip Book, qu’elle a mis en scène en 2013 au TU de Nantes, et pour laquelle elle a été sollicitée à la TATE Modern de Londres (2014), puis à la Biennale de Venise (2014). Elle collabore en 2016 avec César Vayssié dans la performance Coproud, présentée à la Fondation Louis Vuitton dans le cadre de la FIAC puis à la Ménagerie de Verre.
Elle est nommée directrice du Centre chorégraphique national de La Rochelle en juin 2021, succédant à Kader Attou et le re-baptise Mille Plateaux.

## Spectacles

### Chorégraphe
- 1990 : La Peau du personnage
- 1991 : Nénuphars
- 1992 : Balivernes sur les longues vues
- 1993 : Le K de E
- 1994 : Beaucoup de colle preconise Kurt Schwitters
- 1995 : Märchen
- 1995 : O de lo Pater
- 1996 : Instantané provisoire
- 1996 : Zig Zag
- 1996 : Il nous faudra quand même un peu d'argent, j'ai fait des économies
- 1998 : Phases
- 1999 : Prunus Armenica, 7 miniatures pour Paradjanov
- 1999 : Paris-Yerevan
- 2000 : Ki-T
- 2000 : Ryoanji
- 2002 : Come Out
- 2004 : Comment taire, en collaboration avec l'IRCAM
- 2005 : Gracieuse, Mais le paradis est verrouillé et le chérubin à nos trousses
- 2005 : Multiples de deux
- 2007 : Ozland
- 2008 : My space
- 2008 : 19 Ballets Ciselants
- 2010 : Une semaine d'art en Avignon
- 2011 : Le Cabaret discrépant
- 2011 : Mabel entomologie
- 2012 : Cinq Ryoanji
- 2014 : Le Grand Jeu
- 2014 : Toute ressemblance ou similitude
- 2015 : Foules
- 2015 : Potlatch
- 2016 : Combat de Carnaval et Carême
- 2017 : Argentique
- 2017 : Que faire des classes moyennes ?
- 2018 : À l'Ouest
- 2018 : Chiens et loups
- 2019 : Théâtre d'opérations chorégraphiques Le Dance-Park
- 2019 : Jour de colère
- 2019 : Nous vaincrons les maléfices
- 2021 : La Guerre des pauvres
- 2021 :  Klein
- 2021 :  Débandade
- 2021 : Nous vaincrons les maléfices

### Danseuse
- 1983 : Coppélia, chorégraphie Pierre Lacotte
- 1985 : Le Lac des cygnes, chorégraphie Vladimir Bourmeister
- 1986 : Cunningham / Noureev
- 1986 : Fantasia semplice, chorégraphie Dominique Bagouet
- 1986 : Cendrillon, chorégraphie Rudolf Noureev
- 1986 : Robbins / Balanchine / Parsons / Ezralow
- 1986 : Bagouet / Lifar / Neumeier / Balanchine
- 1987 : Noureev / Limón / Van Dantzig
- 1987 : Le Saut de l'ange, chorégraphie Dominique Bagouet
- 1987 : Le Lac des cygnes, chorégraphie Rudolf Noureev
- 1988 : La Maison des plumes vertes, chorégraphie Jean-François Duroure
- 1989 : Meublé sommairement, chorégraphie Dominique Bagouet
- 1990 : So Schnell, chorégraphie Dominique Bagouet
- 1990 : Jours étranges, chorégraphie Dominique Bagouet
- 1991 : Necesito, pièce pour Grenade, chorégraphie Dominique Bagouet
- 2010 : Flip book, conception Boris Charmatz
- 2010 : Levée des conflits, conception Boris Charmatz
- 2010 : Incantus, chorégraphie Vincent Dupont
- 2016 : Coprouduction, conception César Vayssié

## Distinctions
- 1996 : Nouveau Talent SACD 1996.

- Officier de l’ordre des arts et des lettres (2023)